# Jan Arnald
Jan Arnald (11 de enero de 1963), quien firma en ocasiones como Arne Dahl, es un escritor y crítico literario sueco. Doctor en Teoría de la Literatura, se desempeña como escritor y editor en varias revistas de literatura de su país. También ha escrito varias novelas policíacas.
Cuando escribe novela negra, Jan Arnald lo hace bajo el seudónimo Arne Dahl (de hecho, su nombre real no se reveló hasta 2002). Con este alias, Arnald ha escrito trece libros. De estos, los primeros once constituyen la serie Intercrime, en la que se cuenta la historia del agente Paul Hjelm y el «Grupo A», una unidad especial de investigación de la policía de Suecia. Estas novelas han sido traducidas a más de veinte idiomas, dándole fama internacional; también se han hecho películas de los cinco primeros libros de la serie. 
Las otras dos novelas, que ya no pertenecen a la serie, tratan sobre «OpCop», un grupo europeo formado por antiguos miembros del «Grupo A» junto a otras personas.
Con su nombre real, Jan Arnald ha escrito obras de otros géneros. Debutó con la novela Chiosmassakern en 1990, y cinco años más tarde, finalizó su tesis de doctorado Genrernas tyranni (‘La tiranía de los géneros’). 
Tanto su tesis como la novela Maria och Artur, que Arnald escribiría más tarde, tratan sobre Artur Lundkvist, un escritor sueco del siglo XX. Arnald ha escrito también un libro de cuentos, Klä i ord, publicado en 1997. En total, ha escrito —con su nombre real— ocho libros. 
Arnald trabaja como crítico para el periódico Dagens Nyheter y es redactor de la revista Aiolos. En el pasado, Arnald fue redactor de Artes, una revista de la Academia Sueca; también ha trabajado como crítico para los periódicos Göteborgs-Posten y Aftonbladet. 
Ha recibido varios premios por sus libros, como el Premio Palle Rosenkrantz 2003 por Europa Blues, un premio especial de Svenska Deckarakademin en 2007 por sus diez libros sobre el «Grupo A», el Radio Bremen Krimipreis 2010 y el premio de la Svenska Deckarakademin de 2011 a la «mejor novela policíaca sueca del año» concedido a Viskleken.

## Obras

### Como Arne Dahl

#### Serie sobre el «Grupo A»
- El que siembra sangre (Ont blod en sueco, publicado en 1998,[1] trata de eventos de 1998)[9]
- Misterioso (Misterioso en sueco, publicado en 1999, trata de eventos de 1997)[9]
- Upp till toppen av berget (publicado en 2000,[1] trata de eventos de 1999)[9]
- Europa Blues (publicado en 2001, trata de eventos de 2000)[9]
- De största vatten (publicado en 2002,[1] trata de eventos de 2001)[9]
- En midsommarnattsdröm (publicado en 2003, trata de eventos de 2002)[9]
- Dödsmässa (publicado en 2004,[1] trata de eventos de 2003)[9]
- Mörkertal (publicado en 2005, trata de eventos de 2004)[9]
- Efterskalv (publicado en 2006,[1] trata de eventos de 2005)[9]
- Himmelsöga (publicado en 2007,[1] trata de eventos de 2006)[9]
- Elva (publicado en 2008,[1] trata de eventos de 2007 y 1713-1737)[10]

#### Serie sobre OpCop
En esta serie, Arnald planea escribir en total cuatro libros.
- Viskleken (publicado en 2011[1])[4]
- Hela havet stormar (publicado en 2012)[11][12]

### Como Jan Arnald
- Chiosmassakern (novela, 1990)[1][13]
- Nalkanden (colección de cuentos, 1992)
- Genrernas tyranni (tesis de doctorando, 1995)[1][5][13]
- 3 variationer (prosa, 1996)[13]
- Klä i ord (relatos, 1997)[5][13]
- Barbarer (novela, 2001)[5][13]
- Maria och Artur (novela, 2006)[1][5][13]
- Intimus (novela, 2010)[1][5][13]

## Filmografía
Desde el 25 de diciembre de 2011 se han realizado una serie de películas y miniseries basadas en las novelas de Jan Arnald, Arne Dahl.